# Masacre de Dankade
La masacre de Dankade ocurrió a mediados de enero de 2022, cuando una banda de bandidos mató a más de 50 personas en Dankade, estado de Kebbi, Nigeria.

## Antecedentes
El conflicto de bandidos nigerianos comenzó en 2011 y ha tenido lugar principalmente en el noroeste de Nigeria. Las bandas armadas han llevado a cabo muchos ataques, incluidos secuestros masivos, robos, incendios provocados y tiroteos masivos. Cientos de personas han muerto y miles han sido desplazadas. El conflicto se intensificó a principios de la década de 2020; el evento más grande y mortal son las masacres en el estado de Zamfara a principios de enero de 2022. Las autoridades nigerianas, que también se oponen a la insurgencia de Boko Haram y a la insurgencia en el sureste de Nigeria, tienen dificultades para hacer frente a las bandas de bandidos.

## Masacre
En la noche del 14 de enero de 2022, un grupo de bandidos atacó Dankade, una aldea en el estado de Kebbi, al noroeste de Nigeria. Después de un tiroteo con soldados y policías en el que murieron dos soldados y un oficial de policía, las fuerzas de seguridad se retiraron. La pandilla continuó su asalto hasta las primeras horas del día siguiente, matando a numerosos aldeanos, quemando tiendas y silos de granos, así como robando ganado. La pandilla secuestró a los aldeanos, incluido su líder comunitario. Para cuando los bandidos dejaron cadáveres tirados por todas las calles de Dankade.
Un sobreviviente recordó:
«Muchos fueron asesinados y sus cadáveres quemados. No podemos decir el número de muertes en este momento. Nos preguntamos por qué los asesinatos terroristas parecen estar en aumento, particularmente en la región noroeste».
Las autoridades estatales estimaron el número de víctimas en 18, mientras que algunos lugareños dijeron que los bandidos habían matado a más de 50 civiles.